# Clienting
Clienting – współczesna koncepcja sprzedaży stworzona przez Edgara K. Geffroya, zakładająca, że dla osiągnięcia efektu biznesowego konieczne jest budowanie kompleksowych, długotrwałych relacji z klientem. Według tego podejścia, w procesie rynkowego funkcjonowania firmy klienci są ostatecznym czynnikiem jej sukcesu lub klęski. 
Clienting różni się zasadniczo od marketingu. Marketing jest ideą rynków masowych, clienting zaś 
za punkt zainteresowania firmy przyjmuje indywidualne potrzeby i oczekiwania konkretnych, a nie abstrakcyjnych klientów.